# Tournoi de tennis de Genève
Ne doit pas être confondu avec Tournoi de tennis de Genève (Challenger).
Le tournoi de Genève est un tournoi de tennis masculin du circuit professionnel ATP.
Il s'est déroulé entre 1980 et 1991 sur terre battue, avant d'être remplacé par le tournoi de tennis de Cologne. Un nouveau tournoi y est organisé en 2015 en remplacement de l'Open de Düsseldorf. Mats Wilander s'est imposé à deux reprises en simple, en 1982 et en 1983 et une en double avec Michael Mortensen en 1984. Son record en simple est égalé par Stanislas Wawrinka, qui a remporté les éditions de 2016 et de 2017. Casper Ruud égalise ce record en remportant les éditions 2021 et 2022, puis le dépasse avec sa victoire en 2024.
En 1981, Björn Borg y remporte le dernier titre de sa carrière.

## Palmarès

### Simple
| No | Date       | Nom et lieu du tournoi                  | Catégorie      | Dotation       | Surface        | Vainqueur          | Finaliste              | Score           |                |
| -- | ---------- | --------------------------------------- | -------------- | -------------- | -------------- | ------------------ | ---------------------- | --------------- | -------------- |
| 1  | 22-09-1980 | Martini Open, Genève                    |                | 75 000 $       | Terre (ext.)   | Balázs Taróczy     | Adriano Panatta        | 6-3, 6-2        |                |
| 2  | 21-09-1981 | Martini Open, Genève                    |                | 75 000 $       | Terre (ext.)   | Björn Borg         | Tomáš Šmíd             | 6-4, 6-3        |                |
| 3  | 20-09-1982 | Martini Open, Genève                    |                | 75 000 $       | Terre (ext.)   | Mats Wilander      | Tomáš Šmíd             | 7-5, 4-6, 6-4   | Tableau        |
| 4  | 19-09-1983 | Martini Open, Genève                    |                | 75 000 $       | Terre (ext.)   | Mats Wilander      | Henrik Sundström       | 3-6, 6-1, 6-3   | Tableau        |
| 5  | 17-09-1984 | Martini Open, Genève                    |                | 100 000 $      | Terre (ext.)   | Aaron Krickstein   | Henrik Sundström       | 6-7, 6-1, 6-4   |                |
| 6  | 16-09-1985 | Martini Open, Genève                    |                | 100 000 $      | Terre (ext.)   | Tomáš Šmíd         | Mats Wilander          | 6-4, 6-4        |                |
| 7  | 08-09-1986 | Martini Open, Genève                    |                | 231 000 $      | Terre (ext.)   | Henri Leconte      | Thierry Tulasne        | 7-5, 6-3        |                |
| 8  | 14-09-1987 | Geneva Open, Genève                     |                | 231 000 $      | Terre (ext.)   | Claudio Mezzadri   | Tomáš Šmíd             | 6-4, 7-5        |                |
| 9  | 19-09-1988 | Geneva Open, Genève                     |                | 190 000 $      | Terre (ext.)   | Marián Vajda       | Kent Carlsson          | 6-4, 6-4        |                |
| 10 | 11-09-1989 | Geneva Open, Genève                     |                | 190 000 $      | Terre (ext.)   | Marc Rosset        | Guillermo Pérez Roldán | 6-4, 7-5        |                |
| 11 | 10-09-1990 | Geneva Open, Genève                     | World Series   | 225 000 $      | Terre (ext.)   | Horst Skoff        | Sergi Bruguera         | 7-6, 7-6        |                |
| 12 | 09-09-1991 | Geneva Open, Genève                     | World Series   | 225 000 $      | Terre (ext.)   | Thomas Muster      | Horst Skoff            | 6-2, 6-4        |                |
|    | 1992-2014  | Pas de tournoi                          | Pas de tournoi | Pas de tournoi | Pas de tournoi | Pas de tournoi     | Pas de tournoi         | Pas de tournoi  | Pas de tournoi |
| 13 | 17-05-2015 | Geneva Open, Genève                     | ATP 250        | 439 405 €      | Terre (ext.)   | Thomaz Bellucci    | João Sousa             | 7-64, 6-4       | Tableau        |
| 14 | 15-05-2016 | Banque Eric Sturdza Geneva Open, Genève | ATP 250        | 499 645 €      | Terre (ext.)   | Stanislas Wawrinka | Marin Čilić            | 6-4, 7-611      | Tableau        |
| 15 | 21-05-2017 | Banque Eric Sturdza Geneva Open, Genève | ATP 250        | 482 060 €      | Terre (ext.)   | Stanislas Wawrinka | Mischa Zverev          | 4-6, 6-3, 6-3   | Tableau        |
| 16 | 20-05-2018 | Banque Eric Sturdza Geneva Open, Genève | ATP 250        | 501 345 €      | Terre (ext.)   | Márton Fucsovics   | Peter Gojowczyk        | 6-2, 6-2        | Tableau        |
| 17 | 19-05-2019 | Banque Eric Sturdza Geneva Open, Genève | ATP 250        | 524 340 €      | Terre (ext.)   | Alexander Zverev   | Nicolás Jarry          | 6-3, 3-6, 7-68  | Tableau        |
|    | 2020       | Pas de tournoi                          | Pas de tournoi | Pas de tournoi | Pas de tournoi | Pas de tournoi     | Pas de tournoi         | Pas de tournoi  | Pas de tournoi |
| 18 | 16-05-2021 | Gonet Geneva Open, Genève               | ATP 250        | 419 470 €      | Terre (ext.)   | Casper Ruud        | Denis Shapovalov       | 7-66, 6-4       | Tableau        |
| 19 | 15-05-2022 | Gonet Geneva Open, Genève               | ATP 250        | 534 555 €      | Terre (ext.)   | Casper Ruud        | João Sousa             | 7-63, 4-6, 7-61 | Tableau        |
| 20 | 21-05-2023 | Gonet Geneva Open, Genève               | ATP 250        | 562 815 €      | Terre (ext.)   | Nicolás Jarry      | Grigor Dimitrov        | 7-61, 6-1       | Tableau        |
| 21 | 19-05-2024 | Gonet Geneva Open, Genève               | ATP 250        | 579 320 €      | Terre (ext.)   | Casper Ruud        | Tomáš Macháč           | 7-5, 6-3        | Tableau        |
| 22 | 18-05-2025 | Gonet Geneva Open, Genève               | ATP 250        | 596 035 €      | Terre (ext.)   | Novak Djokovic     | Hubert Hurkacz         | 5-7, 7-62, 7-62 | Tableau        |

### Double
| No | Date       | Nom et lieu du tournoi                  | Catégorie      | Dotation       | Surface        | Vainqueurs                         | Finalistes                             | Score             |                |
| -- | ---------- | --------------------------------------- | -------------- | -------------- | -------------- | ---------------------------------- | -------------------------------------- | ----------------- | -------------- |
| 1  | 22-09-1980 | Martini Open, Genève                    |                | 75 000 $       | Terre (ext.)   | Željko Franulović Balázs Taróczy   | Heinz Günthardt Markus Günthardt       | 6-4, 4-6, 6-4     |                |
| 2  | 21-09-1981 | Martini Open, Genève                    |                | 75 000 $       | Terre (ext.)   | Heinz Günthardt Balázs Taróczy     | Pavel Složil Tomáš Šmíd                | 6-4, 3-6, 6-2     |                |
| 3  | 20-09-1982 | Martini Open, Genève                    |                | 75 000 $       | Terre (ext.)   | Pavel Složil Tomáš Šmíd            | Carl Limberger Mike Myburg             | 6-4, 6-0          | Tableau        |
| 4  | 19-09-1983 | Martini Open, Genève                    |                | 75 000 $       | Terre (ext.)   | Stanislav Birner Blaine Willenborg | Joakim Nyström Mats Wilander           | 6-1, 2-6, 6-3     | Tableau        |
| 5  | 17-09-1984 | Martini Open, Genève                    |                | 100 000 $      | Terre (ext.)   | Michael Mortensen Mats Wilander    | Libor Pimek Tomáš Šmíd                 | 6-1, 3-6, 7-5     |                |
| 6  | 16-09-1985 | Martini Open, Genève                    |                | 100 000 $      | Terre (ext.)   | Sergio Casal Emilio Sánchez        | Carlos Kirmayr Cássio Motta            | 6-4, 4-6, 7-5     |                |
| 7  | 08-09-1986 | Martini Open, Genève                    |                | 231 000 $      | Terre (ext.)   | Andreas Maurer Jörgen Windahl      | Gustavo Luza Gustavo Tiberti           | 6-4, 3-6, 6-4     |                |
| 8  | 14-09-1987 | Geneva Open, Genève                     |                | 231 000 $      | Terre (ext.)   | Ricardo Acioly Luiz Mattar         | Mansour Bahrami Diego Pérez            | 3-6, 6-4, 6-2     |                |
| 9  | 19-09-1988 | Geneva Open, Genève                     |                | 190 000 $      | Terre (ext.)   | Mansour Bahrami Tomáš Šmíd         | Gustavo Luza Guillermo Pérez Roldán    | 6-4, 6-3          |                |
| 10 | 11-09-1989 | Geneva Open, Genève                     |                | 190 000 $      | Terre (ext.)   | Andrés Gómez Alberto Mancini       | Mansour Bahrami Guillermo Pérez Roldán | 6-3, 7-5          |                |
| 11 | 10-09-1990 | Geneva Open, Genève                     | World Series   | 225 000 $      | Terre (ext.)   | Pablo Albano David Engel           | Neil Borwick Davis Lewis               | 6-3, 7-6          |                |
| 12 | 09-09-1991 | Geneva Open, Genève                     | World Series   | 225 000 $      | Terre (ext.)   | Sergi Bruguera Marc Rosset         | Per Henricsson Ola Jonsson             | 3-6, 6-3, 6-2     |                |
|    | 1992-2014  | Pas de tournoi                          | Pas de tournoi | Pas de tournoi | Pas de tournoi | Pas de tournoi                     | Pas de tournoi                         | Pas de tournoi    | Pas de tournoi |
| 13 | 17-05-2015 | Geneva Open, Genève                     | ATP 250        | 439 405 €      | Terre (ext.)   | Juan Sebastián Cabal Robert Farah  | Raven Klaasen Lu Yen-hsun              | 7-5, 4-6, [10-7]  | Tableau        |
| 14 | 15-05-2016 | Banque Eric Sturdza Geneva Open, Genève | ATP 250        | 499 645 €      | Terre (ext.)   | Steve Johnson Sam Querrey          | Raven Klaasen Rajeev Ram               | 6-4, 6-1          | Tableau        |
| 15 | 21-05-2017 | Banque Eric Sturdza Geneva Open, Genève | ATP 250        | 482 060 €      | Terre (ext.)   | Jean-Julien Rojer Horia Tecău      | Juan Sebastián Cabal Robert Farah      | 2-6, 7-69, [10-6] | Tableau        |
| 16 | 20-05-2018 | Banque Eric Sturdza Geneva Open, Genève | ATP 250        | 501 345 €      | Terre (ext.)   | Oliver Marach Mate Pavić           | Ivan Dodig Rajeev Ram                  | 3-6, 7-63, [11-9] | Tableau        |
| 17 | 19-05-2019 | Banque Eric Sturdza Geneva Open, Genève | ATP 250        | 524 340 €      | Terre (ext.)   | Oliver Marach Mate Pavić           | Matthew Ebden Robert Lindstedt         | 6-4, 6-4          | Tableau        |
|    | 2020       | Pas de tournoi                          | Pas de tournoi | Pas de tournoi | Pas de tournoi | Pas de tournoi                     | Pas de tournoi                         | Pas de tournoi    | Pas de tournoi |
| 18 | 16-05-2021 | Gonet Geneva Open, Genève               | ATP 250        | 419 470 €      | Terre (ext.)   | John Peers Michael Venus           | Simone Bolelli Máximo González         | 6-2, 7-5          | Tableau        |
| 19 | 15-05-2022 | Gonet Geneva Open, Genève               | ATP 250        | 534 555 €      | Terre (ext.)   | Nikola Mektić Mate Pavić           | Pablo Andújar Matwé Middelkoop         | 2-6, 6-2, [10-3]  | Tableau        |
| 20 | 21-05-2023 | Gonet Geneva Open, Genève               | ATP 250        | 562 815 €      | Terre (ext.)   | Jamie Murray Michael Venus         | Marcel Granollers Horacio Zeballos     | 7-66, 7-63        | Tableau        |
| 21 | 19-05-2024 | Gonet Geneva Open, Genève               | ATP 250        | 579 320 €      | Terre (ext.)   | Marcelo Arévalo Mate Pavić         | Lloyd Glasspool Jean-Julien Rojer      | 7-62, 7-5         | Tableau        |
| 22 | 18-05-2025 | Gonet Geneva Open, Genève               | ATP 250        | 596 035 €      | Terre (ext.)   | Sadio Doumbia Fabien Reboul        | Ariel Behar Joran Vliegen              | 64-7, 6-4, [11-9] | Tableau        |